# 파이어 엠블렘 무쌍 풍화설월
《파이어 엠블렘 무쌍 풍화설월》은 오메가 포스가 개발하고 닌텐도가 배급한 핵 앤드 슬래시 롤플레잉 비디오 게임이다. 2017년작 《파이어 엠블렘 무쌍》 이후 이뤄진 코에이 테크모의 《진·삼국무쌍》와 인텔리전트 시스템즈의 《파이어 엠블렘》과의 두 번째 합동 작품으로, 《파이어 엠블렘 풍화설월 (2019)》의 세계관을 무대로 했다. 영어판 제목은 《파이어 엠블렘 워리어즈: 세 개의 희망》이다.
닌텐도 스위치 콘솔용으로 2022년 6월 24일 출시됐다.

## 줄거리
게임의 무대는 포드라의 대지로, 《파이어 엠블렘 풍화설월》의 세계 및 등장인물들을 계승한 새로운 이야기를 다룬다. 주인공은 성별 및 이름을 선택할 수 있는 인물 '세즈'이다.

## 개발 및 출시
《파이어 엠블렘 무쌍 풍화설월》은 2022년 2월 9일자 닌텐도 다이렉트에서 처음 발표됐다.

## 반응

### 발매 전
유로게이머는 게임 데모 플레이 후 좀더 깊은 전략 부분과 기술적 발전을 꼽으며 "《파이어 엠블렘 무쌍》에서 크게 발전했다"고 느꼈다고 보도했다. VG247와 닌텐도 라이프 또한 "《젤다무쌍》 이후 가장 재밌게 즐긴 닌텐도 무쌍 게임이다", "전작의 모든 면을 개선했다"라고 기술했다.

## 참조

### 내용주
1. ↑  일본어: ファイアーエムブレム無双 風花雪月
2. ↑  영어: Fire Emblem Warriors: Three Hopes